# Tropidocephala ucalegon
Tropidocephala ucalegon är en insektsart som beskrevs av Ronald Gordon Fennah 1988. Tropidocephala ucalegon ingår i släktet Tropidocephala och familjen sporrstritar. Inga underarter finns listade i Catalogue of Life.